# 충주 조동리 고인돌
충주 조동리 고인돌(忠州 早洞里 支石墓)은 충청북도 충주시 동량면 조동리에 있는 청동시대의 고인돌이다. 2001년 9월 14일 충청북도의 기념물 제119호로 지정되었다.

## 개요
지석묘는 청동기시대의 대표적인 무덤으로 고인돌이라고도 부른다. 우리나라의 고인돌은 4개의 받침돌을 세워 돌방을 만들고 그 위에 거대하고 평평한 덮개돌을 올려놓는 탁자식과, 땅속에 돌방을 만들고 작은 받침돌을 세운 뒤 그 위에 덮개돌을 올린 바둑판식으로 구분된다.
충주 조동리의 지석묘는 조동리 탑평마을 중심부에 위치하며 민가에 둘러싸여 있다. 여러 개의 자연돌을 고임돌로 사용하고 그 위에 커다란 덮개돌을 올려 놓은 전형적인 바둑판식 고인돌의 형태를 갖추고 있다. 특히 다른 지방의 고인돌과 달리 덮개돌 위에 평면 타원형의 돌을 올려 놓아 3층의 탑과 같은 구조를 이루고 있어 매우 특이한 구조를 갖추고 있다. 덮개돌 위의 2층은 본래 고인돌 축조와는 시기 차이가 있는 것으로 보이며 이는 불교 전래 이후 탑의 모습을 모방하여 쌓은 것으로 추정되어 고인돌과 불교가 결합하는 과정에서 형성된 독특한 양식으로 주목된다.
조동리 지석묘는 바둑판식 고인돌로서 3층 구조의 특이한 외부구조를 갖추고 있고, 보존상태도 매우 양호하며, 청동기시대의 묘제연구에 중요한 학술 자료가 된다. 특히, 조동리 선사시대(신석기∼청동기) 생활유적과 인접하고 있어 중원지방의 청동기시대 생활문화상을 연구하는데 매우 중요한 유적이다.

## 참고 자료
- 충주 조동리 고인돌 - 국가유산청 국가유산포털